# Ibara
Ibara (Japans: 井原市, Ibara-shi) is een stad in de Japanse prefectuur Okayama. Begin 2014 telde de stad 42.032 inwoners.

## Geschiedenis
Op 30 maart 1953 kreeg Ibara het statuut van stad (shi). In 2005 werden de gemeenten Yoshii (芳井町) en Bisei (美星町) toegevoegd aan de stad.

## Partnersteden
- Uozu, Japan sinds 1982
- Otawara, Japan sinds 1984

Steden:
Akaiwa · Asakuchi · Bizen · Ibara · Kasaoka · Kurashiki · Maniwa · Mimasaka · Niimi · Okayama (hoofdstad) · Setouchi · Soja · Takahashi · Tamano · Tsuyama

Districten:
Aida · Asakuchi · Kaga · Katsuta · Kume · Maniwa · Oda · Tomata · Tsukubo · Wake
Gemeenten per district